# Uirapuru
Uirapuru är en kommun i Brasilien.   Den ligger i delstaten Goiás, i den centrala delen av landet, 280 km nordväst om huvudstaden Brasília. Antalet invånare är 2 935.
Omgivningarna runt Uirapuru är huvudsakligen savann. Runt Uirapuru är det mycket glesbefolkat, med 2 invånare per kvadratkilometer.